# Teutoburgo (romanzo)
Teutoburgo è un romanzo storico del 2016 scritto da Valerio Massimo Manfredi ed edito dalla Mondadori, e la sua trama verte sull'intera vita di Arminio, nato Armin, che diventerà un personaggio di spicco nell'esercito romano per poi tradirlo e infliggere all'impero romano una delle più disastrose sconfitte della sua storia.

## Trama
3 a.C. Durante una loro scampagnata, Armin e Wulf, figli del re cherusco Sigmer, vengono catturati da una pattuglia romana, e su pressione del padre sono obbligati ad accettare la loro condizione di ostaggi e la sovranità e il servizio di Roma. Assegnati alla guida di Marco Celio Tauro, un centurione della XVIII Legione Augusta, i due impareranno presto anche la politica romana in tutto il mondo, adottandone la lingua, le abitudini e i costumi, e cambieranno i loro nomi in Arminius e Flavus. Facendosi strada nelle file militari, i due diventeranno persino cittadini romani e notevoli guerrieri, stimati persino dal princeps Augusto. Un giorno, Arminio, usando le sue conoscenze della nave a cui è assegnato durante i preparativi della rievocazione della battaglia di Azio, salva il princeps da una assassinio che si rivela essere parte di una congiura ai suoi danni. Augusto lo premia nominandolo comandante di tutto il corpo degli ausiliari germanici e prefetto della cavalleria, e condanna la figlia Giulia, anche se non per la congiura ma per i malcostumi sessuali, all'esilio nell'isola di Pandataria, dove la madre Scribonia la seguirà volentieri.
Con questa nuova carica, Arminio viene assegnato al comando di Tiberio, figlio adottivo di Augusto, sotto il quale egli combatterà una campagna in Germania, contro altri popoli germanici. Il suo però è un obbligo verso Roma, non una sua completa volontà, e una volta ricongiuntosi col padre, con la madre e con lo zio, riesce a riaccendere in pieno la sua natura da guerriero germanico. Quando infine Sigmer muore, Armin diventa nuovo capo dei Cherusci, sposa la sua amata Thusnelda, figlia del principe Seghest, e lavora per unire le tribù germaniche, in primis quelle sotto l'occupazione romana, e mantiene intanto un'apparente fedeltà a Roma, tanto che Publio Quintilio Varo, che sostituisce Tiberio impegnato nella Pannonia, lo promuoverà a suo consigliere militare. Infine, a venticinque anni, Arminio capeggia una coalizione formata da Cherusci, Marsi, Catti e Bructeri, attira i Romani di Varo in un'imboscata a Teutoburgo e trionfa grazie alle tattiche militari imparate al servizio di Roma, comprese quelle usate dai parti nella battaglia di Carre: le legioni XVII, XVIII e XIX vengono completamente distrutte, e nel fragore degli scontri del terzo e ultimo giorno, Varo si suicida, mentre Tauro muore in duello contro lo stesso Armin, ma inaspettatamente quest'ultimo vede suo fratello Wulf dalla parte dei romani (al contrario del fratello, si era infatti sempre mostrato fedele a Roma).
Dopo questa battaglia, però, inizia la caduta di Armin, che sperava in una Germania libera: Germanico sostituisce Varo come comandante della Germania, infligge ad Arminio ben due gravi sconfitte e recupera le insegne militari di due delle tre legioni distrutte. Come se non bastasse, Thusnelda e Thumlich, il figlio che Armin ha avuto da quest'ultima, cadono in mano ai romani con la complicità di Seghest, che ha sempre creduto che Armin gli avesse preso la figlia con la forza. La campagna di Germanico dura due anni, dal 14 al 16, e termina quando Tiberio, imperatore succeduto ad Augusto, lo manda in Oriente. Arminio sconfigge allora Maroboduo, re dei Marcomanni federati di Roma e stanziatisi nell'odierna Boemia, costringendolo a rifugiarsi a Ravenna e chiedere asilo all'imperatore. Questa sarà la sua ultima vittoria: il 19, a trentasette anni, Arminio viene assalito e ferito a morte dalle sue guardie, comandate da Herwist, vendutesi a Roma perché temevano il suo crescente potere, e nonostante intervenga Wulf/Flavus ad aiutarlo, muore comunque tra le braccia del fratello e il suo corpo, una volta riportato in patria, viene cremato.
Passano gli anni, durante i quali Thusnelda passa a miglior vita. Flavus è divenuto ormai un cittadino romano a tutti gli effetti e ha passato i più alti gradi dell'esercito, ma non ha dimenticato la sua famiglia: raggiunge dunque il nipote Tumlich e gli porge le ceneri del padre, per poi andarsene per sempre a cavallo di Borr, il fido destriero di Arminio.

## Personaggi
- Armin: protagonista della storia. Fin dall'inizio dimostra una notevole conoscenza delle legioni romane e della loro politica, anche se soprattutto nei confronti dei germani. Imparerà però, insieme al fratello, anche la politica generale dell'impero e la sua organizzazione.
- Wulf: fratello di Armin, diverrà Flavus, "biondo", per i Romani. Avrà anche un figlio da Vatinia, una donna romana, il quale si chiamerà Italicus e diverrà un capo dei Cherusci.
- Sigmer: capo dei Cherusci e padre di Armin e Wulf. Ha un fratello minore, Ingmer. È sposo di Siglinde, figlia di un capo dei Sigambri e madre dei due ragazzi, ma durante una guerra contro Druso, vede sua moglie Antonia, di cui si innamora.
- Ingmer: fratello minore di Sigmer, appoggerà il nipote nella sua lotta contro i Romani.
- Thusnelda: figlia del nobile cherusco Seghest, è la promessa sposa di Arminio, con la quale riuscirà infine a coronare il suo sogno d'amore. I due avranno anche un figlio, Tumlich.
- Marco Celio Tauro: un centurione romano veterano, milita nella XVIII Legio Augusta, e ha già partecipato alla guerra civile. Sarà lui a insegnare la vita romana ad Armin e Wulf.
- Diodoro: sarà il tutore di Armin e Wulf.
- Terenzio Nigro: legato della Legio XVIII.
- Druso: un valoroso generale romano, appare nel romanzo solo sotto forma di citazioni, in quanto morì prima che iniziassero gli eventi del libro. Sigmer, pur essendo un suo nemico, lo ammirava per il suo valore e il suo carisma.
- Antonia: la moglie di Druso.
- Germanico: figlio di Druso, diverrà un esperto condottiero romano. Armin lo conoscerà per la prima volta durante il suo addestramento nelle legioni.
- Giulia: figlia di Augusto, già sposata con Marco Claudio Marcello e Marco Vipsanio Agrippa, è ora la moglie di Tiberio
- Publio Quintilio Varo: governatore della Siria, sarà un personaggio centrale per la vita di Arminio, in quanto guiderà i romani nella celeberrima disfatta a Teutoburgo.
- Tiberio: figlio adottivo di Augusto, sarà sotto di lui che Arminio militerà nella sua campagna in Germania.
- Publio Celio Tauro: fratello di Marco, combatterà sotto Germanico e riuscirà a raccogliere le spoglie del fratello, morto eroicamente per mano di Arminio stesso.

## Edizioni
- Valerio Massimo Manfredi, Teutoburgo, collana Omnibus, Segrate, Mondadori, 9 settembre 2016,  p. 360, ISBN 978-88-046-6578-6.

- Valerio Massimo Manfredi, Teutoburgo, collana Omnibus, Tascabile, Segrate, Mondadori, 5 settembre 2017,  p. 360, ISBN 978-88-046-8211-0.